# عروس را ببوس (فیلم ۲۰۰۲)
عروس را ببوس (به انگلیسی: Kiss the Bride) فیلمی محصول سال ۲۰۰۲ و به کارگردانی ونسا پاریس است. در این فیلم بازیگرانی همچون آماندا دتمر، شان پاتریک فلانری، بروک لنگتون، مونه مازور، آلیسا میلانو، جاناتان شیچ، جانی ویتوورت، تالیا شایر، برت یانگ ایفای نقش کرده‌اند.